# CONCACAF Gold Cup 1996
De CONCACAF Gold Cup 1996 was de derde editie van de CONCACAF Gold Cup, het voetbalkampioenschap van Noord- en Centraal-Amerika (CONCACAF). Deze werd gehouden van 10 januari tot 21 januari 1996.
Het toernooi werd gehouden in Los Angeles, San Diego en Anaheim. Het concept van het toernooi veranderde vanaf 1996. Er waren negen teams, verdeeld over drie groepen van drie landen. De beste van de groep plus de beste tweede gingen naar de halve finales. Voor het eerst werd er ook een niet-CONCACAF lid uitgenodigd. Dit was Brazilië, die het olympisch elftal afvaardigde.

## Deelnemende landen
| Team                                                                      | Kwalificatie           | Aantal deelnames       |
| Noord-Amerikaanse zone                                                    | Noord-Amerikaanse zone | Noord-Amerikaanse zone |
| ------------------------------------------------------------------------- | ---------------------- | ---------------------- |
| Verenigde Staten                                                          | Gastland               | 3de                    |
| Mexico (t)                                                                | Automatisch            | 3de                    |
| Canada                                                                    | Automatisch            | 3de                    |
| Caraïben gekwalificeerd na deelname aan de Caribbean Cup 1995             |                        |                        |
| Trinidad en Tobago                                                        | Winnaar                | 2de                    |
| Saint Vincent en de Grenadines                                            | 2e plek                | 1ste                   |
| Centraal-Amerika gekwalificeerd na deelname aan de UNCAF Nations Cup 1995 |                        |                        |
| Honduras                                                                  | Winnaar                | 3de                    |
| Guatemala                                                                 | 2e plek                | 2de                    |
| El Salvador                                                               | 3e plek                | 1ste                   |
| Uitgenodigd land                                                          |                        |                        |
| Brazilië                                                                  |                        | 1ste                   |

- (t) = titelverdediger

## Speelsteden
| · San Diego Anaheim Los Angeles Californië | Anaheim                                          |
| · San Diego Anaheim Los Angeles Californië | Angel Stadium of Anaheim Capaciteit: 64.593      |
| · San Diego Anaheim Los Angeles Californië |                                                  |
| · San Diego Anaheim Los Angeles Californië | Los Angeles                                      |
| · San Diego Anaheim Los Angeles Californië | Los Angeles Memorial Coliseum Capaciteit: 93.607 |
| · San Diego Anaheim Los Angeles Californië |                                                  |
| · San Diego Anaheim Los Angeles Californië | San Diego                                        |
| · San Diego Anaheim Los Angeles Californië | Qualcomm Stadium Capaciteit: 60.836              |
| · San Diego Anaheim Los Angeles Californië |                                                  |

## Groepsfase

### Groep A
| Land                           | Wed | Win | Gel | Ver | DV | DT | +/− | Pnt |
| ------------------------------ | --- | --- | --- | --- | -- | -- | --- | --- |
| Mexico                         | 2   | 2   | 0   | 0   | 6  | 0  | +6  | 6   |
| Guatemala                      | 2   | 1   | 0   | 1   | 3  | 1  | +2  | 3   |
| Saint Vincent en de Grenadines | 2   | 0   | 0   | 2   | 0  | 8  | –8  | 0   |

|                                    |                                                  |                  |                                | |
| 11 januari 1996 «onderlinge duels» | Mexico                                           | 5 – 0            | Saint Vincent en de Grenadines | Jack Murphy Stadium, San Diego Toeschouwers: 15.352 Scheidsrechter: Esfandiar Baharmast ( Verenigde Staten) |
| 11 januari 1996 «onderlinge duels» | L. García 29', 37' Peláez 70', 90' A. Garcia 80' | Wedstrijdverslag |                                | Jack Murphy Stadium, San Diego Toeschouwers: 15.352 Scheidsrechter: Esfandiar Baharmast ( Verenigde Staten) |

|                                    |          |                  |           | |
| 14 januari 1996 «onderlinge duels» | Mexico   | 1 – 0            | Guatemala | Jack Murphy Stadium, San Diego Toeschouwers: 32.571 Scheidsrechter: Ronald Gutiérrez ( Costa Rica) |
| 14 januari 1996 «onderlinge duels» | Rizo 89' | Wedstrijdverslag |           | Jack Murphy Stadium, San Diego Toeschouwers: 32.571 Scheidsrechter: Ronald Gutiérrez ( Costa Rica) |

|                                    |                                |                  |                                   | |
| 16 januari 1996 «onderlinge duels» | Saint Vincent en de Grenadines | 0 – 3            | Guatemala                         | Edison International Field, Anaheim Toeschouwers: 52.345 Scheidsrechter: Peter Prendergast ( Jamaica) |
| 16 januari 1996 «onderlinge duels» |                                | Wedstrijdverslag | Funes 28' Westphal 42' Machón 45' | Edison International Field, Anaheim Toeschouwers: 52.345 Scheidsrechter: Peter Prendergast ( Jamaica) |

### Groep B
| Land     | Wed | Win | Gel | Ver | DV | DT | +/− | Pnt |
| -------- | --- | --- | --- | --- | -- | -- | --- | --- |
| Brazilië | 2   | 2   | 0   | 0   | 9  | 1  | +8  | 6   |
| Canada   | 2   | 1   | 0   | 1   | 4  | 5  | –1  | 3   |
| Honduras | 2   | 0   | 0   | 2   | 1  | 8  | –7  | 0   |

|                                    |                              |                  |            | |
| 10 januari 1996 «onderlinge duels» | Canada                       | 3 – 1            | Honduras   | Edison International Field, Anaheim Toeschouwers: 27.125 Scheidsrechter: Peter Prendergast ( Jamaica) |
| 10 januari 1996 «onderlinge duels» | Corazzin 9' Holness 27', 63' | Wedstrijdverslag | Carson 40' | Edison International Field, Anaheim Toeschouwers: 27.125 Scheidsrechter: Peter Prendergast ( Jamaica) |

|                                    |                                                     |                  |               | |
| 12 januari 1996 «onderlinge duels» | Brazilië                                            | 4 – 1            | Canada        | Los Angeles Memorial Coliseum, Los Angeles Toeschouwers: 8.234 Scheidsrechter: Ronald Gutiérrez ( Costa Rica) |
| 12 januari 1996 «onderlinge duels» | André Luis 3' Caio 7' Sávio 14' Leandro Machado 86' | Wedstrijdverslag | Radzinski 66' | Los Angeles Memorial Coliseum, Los Angeles Toeschouwers: 8.234 Scheidsrechter: Ronald Gutiérrez ( Costa Rica) |

|                                    |                                         |                  |          | |
| 14 januari 1996 «onderlinge duels» | Brazilië                                | 5 – 0            | Honduras | Los Angeles Memorial Coliseum, Los Angeles Toeschouwers: 20.708 Scheidsrechter: Armando Archundia ( Mexico) |
| 14 januari 1996 «onderlinge duels» | Caio 9', 81' Jamelli 31', 61' Sávio 80' | Wedstrijdverslag |          | Los Angeles Memorial Coliseum, Los Angeles Toeschouwers: 20.708 Scheidsrechter: Armando Archundia ( Mexico) |

### Groep C
| Land               | Wed | Win | Gel | Ver | DV | DT | +/− | Pnt |
| ------------------ | --- | --- | --- | --- | -- | -- | --- | --- |
| Verenigde Staten   | 2   | 2   | 0   | 0   | 5  | 2  | +3  | 6   |
| El Salvador        | 2   | 1   | 0   | 1   | 3  | 4  | –1  | 3   |
| Trinidad en Tobago | 2   | 0   | 0   | 2   | 4  | 6  | –2  | 0   |

|                                    |                    |                  |                                        | |
| 10 januari 1996 «onderlinge duels» | Trinidad en Tobago | 2 – 3            | El Salvador                            | Edison International Field, Anaheim Toeschouwers: 27.125 Scheidsrechter: Armando Archundia ( Mexico) |
| 10 januari 1996 «onderlinge duels» | Latapy 59', 64'    | Wedstrijdverslag | Díaz Arce 34', 72' (pen.) Cerritos 50' | Edison International Field, Anaheim Toeschouwers: 27.125 Scheidsrechter: Armando Archundia ( Mexico) |

|                                    |                            |                  |                    | |
| 13 januari 1996 «onderlinge duels» | Verenigde Staten           | 3 – 2            | Trinidad en Tobago | Edison International Field, Anaheim Toeschouwers: 12.425 Scheidsrechter: Argelio Sabillon ( Honduras) |
| 13 januari 1996 «onderlinge duels» | Wynalda 15', 34' Moore 53' | Wedstrijdverslag | Dwarika 6', 43'    | Edison International Field, Anaheim Toeschouwers: 12.425 Scheidsrechter: Argelio Sabillon ( Honduras) |

|                                    |                        |                  |             | |
| 16 januari 1996 «onderlinge duels» | Verenigde Staten       | 2 – 0            | El Salvador | Edison International Field, Anaheim Toeschouwers: 52.345 Scheidsrechter: Ramesh Ramdhan ( Trinidad en Tobago) |
| 16 januari 1996 «onderlinge duels» | Wynalda 63' Balboa 75' | Wedstrijdverslag |             | Edison International Field, Anaheim Toeschouwers: 52.345 Scheidsrechter: Ramesh Ramdhan ( Trinidad en Tobago) |

## Knock-outfase
|  | halve finale             | halve finale           |   |                          | finale                   | finale |
|  |                          |                        |   |                          |                          |        |
|  | 18 januari – Los Angeles |                        |   |                          |                          |        |
|  | Verenigde Staten         | 0                      |   |                          |                          |        |
|  | Brazilië                 | 1                      |   |                          |                          |        |
|  |                          |                        |   |                          |                          |        |
|  |                          |                        |   |                          | 21 januari – Los Angeles |        |
|  |                          |                        |   |                          | Brazilië                 | 0      |
|  |                          | Mexico                 | 2 |                          |                          |        |
|  |                          |                        |   |                          |                          |        |
|  |                          |                        |   |                          | derde plaats             |        |
|  | 18 januari – San Diego   | 18 januari – San Diego |   | 21 januari – Los Angeles | 21 januari – Los Angeles |        |
|  | Mexico                   | 1                      |   | Verenigde Staten         | 3                        |        |
|  | Guatemala                | 0                      |   |                          | Guatemala                | 0      |

### Halve finale
|                                    |                  |                  |                   |                                                                                                |
| 18 januari 1996 «onderlinge duels» | Verenigde Staten | 0 – 1            | Brazilië          | Los Angeles Memorial Coliseum Toeschouwers: 20.708 Scheidsrechter: Armando Archundia ( Mexico) |
| 18 januari 1996 «onderlinge duels» |                  | Wedstrijdverslag | Balboa 79' (e.d.) | Los Angeles Memorial Coliseum Toeschouwers: 20.708 Scheidsrechter: Armando Archundia ( Mexico) |

|                                    |            |                  |           | |
| 19 januari 1996 «onderlinge duels» | Mexico     | 1 – 0            | Guatemala | Jack Murphy Stadium, San Diego Toeschouwers: 42.221 Scheidsrechter: Esfandiar Baharmast ( Verenigde Staten) |
| 19 januari 1996 «onderlinge duels» | Blanco 64' | Wedstrijdverslag |           | Jack Murphy Stadium, San Diego Toeschouwers: 42.221 Scheidsrechter: Esfandiar Baharmast ( Verenigde Staten) |

### Troostfinale
|                                    |                                    |                  |           | |
| 21 januari 1996 «onderlinge duels» | Verenigde Staten                   | 3 – 0            | Guatemala | Los Angeles Memorial Coliseum, Los Angeles Toeschouwers: 88.125 Scheidsrechter: René Parra ( Canada) |
| 21 januari 1996 «onderlinge duels» | Wynalda 34' Agoos 37' Kirovski 87' | Wedstrijdverslag |           | Los Angeles Memorial Coliseum, Los Angeles Toeschouwers: 88.125 Scheidsrechter: René Parra ( Canada) |

### Finale
|                                    |          |                  |                            | |
| 21 januari 1996 «onderlinge duels» | Brazilië | 0 – 2            | Mexico                     | Los Angeles Memorial Coliseum, Los Angeles Toeschouwers: 88.155 Scheidsrechter: Ramesh Ramdhan ( Trinidad en Tobago) |
| 21 januari 1996 «onderlinge duels» |          | Wedstrijdverslag | Luis García 54' Blanco 75' | Los Angeles Memorial Coliseum, Los Angeles Toeschouwers: 88.155 Scheidsrechter: Ramesh Ramdhan ( Trinidad en Tobago) |

| CONCACAF Gold Cup Winnaar 1996 |
| ------------------------------ |
| MEXICO 2de titel               |

## Doelpuntenmakers
4 doelpunten
- Eric Wynalda

3 doelpunten
- Caio Ribeiro
- Luis García Postigo

2 doelpunten
- Paulo Jamelli
- Sávio
- Kevin Holness

- Raúl Díaz Arce
- Cuauhtémoc Blanco
- Ricardo Peláez

- Arnold Dwarika
- Russell Latapy

1 doelpunt
- Leandro Machado
- André Luiz Moreira
- Carlo Corazzin
- Tomasz Radzinski
- Ronald Cerritos

- Juan Manuel Funes
- Martín Machón
- Edwin Westphal
- Presley Carson
- Agustín Garcia

- Eustacio Rizo
- Jeff Agoos
- Marcelo Balboa
- Jovan Kirovski
- Joe-Max Moore

Eigen doelpunt
- Marcelo Balboa (tegen Brazilië)